# Коулман, Джеймс (кёрлингист)
Джеймс «Джим» Ко́улман (англ. James "Jim" Coleman; род. 22 октября 1988) — канадский кёрлингист.
В составе мужской сборной Канады участник зимней Универсиады 2015.

## Команды
| Сезон   | Четвёртый       | Третий         | Второй             | Первый             | Запасной     | Турниры           |
| ------- | --------------- | -------------- | ------------------ | ------------------ | ------------ | ----------------- |
| 2006—07 | Джим Коулман    | Kyle Peters    | Ian Fordyce        | Stuart Shiells     |              |                   |
| 2008—09 | Джим Коулман    | Kelly Lauber   | Rylan Young        | Shane Halliburton  |              |                   |
| 2009—10 | David Kraichy   | Джим Коулман   | Rylan Young        | Brad Van Walleghem |              |                   |
| 2010—11 | David Kraichy   | Travis Bale    | Джим Коулман       | Brad Van Walleghem |              |                   |
| 2011—12 | Джим Коулман    | A.J. Girardin  | Brad Van Walleghem | Shane Halliburton  |              |                   |
| 2013—14 | Randy Neufeld   | Джим Коулман   | A.J. Girardin      | Shane Halliburton  | Matt Abraham |                   |
| 2013—14 | Мэтт Данстон    | Джеймс Коулман | Дэниел Грант       | Кристофер Галлант  |              |                   |
| 2014—15 | Steen Sigurdson | Джим Коулман   | Ian McMillan       | Nick Curtis        |              |                   |
| 2015    | Мэтт Данстон    | Джеймс Коулман | Дэниел Грант       | Кристофер Галлант  |              | ЗУ 2015 (6 место) |
| 2015—16 | Andrew Irving   | Дэниел Грант   | Джим Коулман       | Andrew Peck        |              |                   |

(скипы выделены полужирным шрифтом)